# Léna (folyó)
A Léna (cirill betűkkel Лена, jakut nyelven Улахан-Юрях [Ulahan-Jurjah], am. „Nagy folyó”) Kelet-Szibéria legnagyobb folyója.

## Neve
Egy feltevés szerint a név eredete esetleg a tunguz Елюёнэ [Eljujone] szó, aminek jelentése talán „folyó”.

## Földrajz

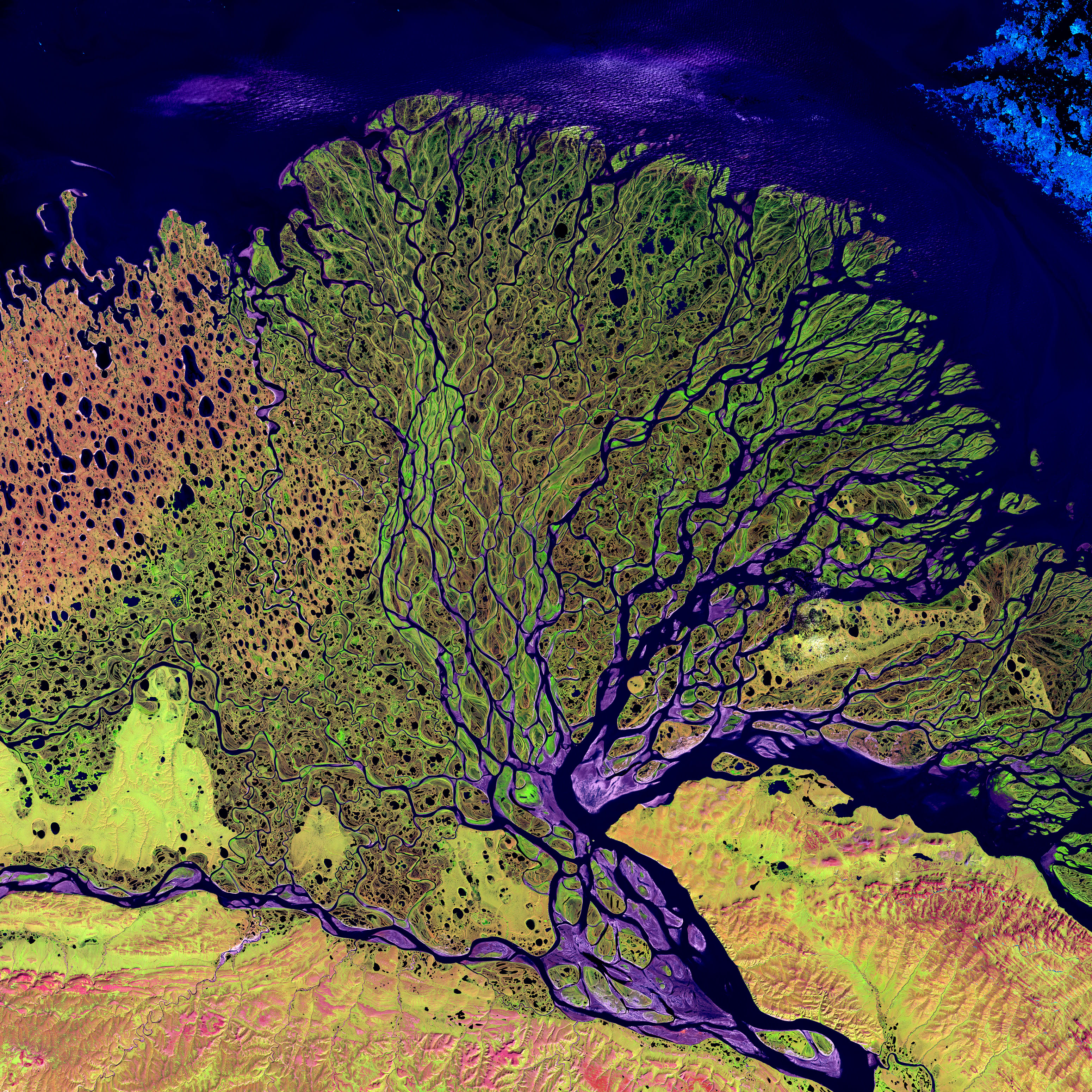
A Léna deltatorkolata műholdképen

A Bajkál-tó nyugati partjától 7 km-re, a Bajkál-hegység lejtőjén elterülő kis mocsaras tóból ered. Felső szakasza az Irkutszki területen, további része egész a torkolatig Jakutföld vidékein folyik keresztül. Felső folyásán a Bajkáltól északra húzódó hegyvidéken át északkelet felé tart. Középső folyását a Viljuj torkolatától számítják, ahol a Léna medre kiszélesedik, mélysége a 10–12 m-t is eléri. Partjait sűrű fenyvesek borítják, a jobb oldali part magas és meredek. A folyó a Patom-felföldet megkerülve kelet felé tart, majd Jakutszk előtt esése csökken, folyása lelassul. Itt ismét északra fordulva folyik tovább, egész a torkolatig.
Az Aldan, majd a Viljuj torkolata után a Léna hatalmas víztömege már alig fér el medrében, gyakran mellékágakat, szigeteket alkot, medre 16–20 m mély, 10 km széles, de akár 20–30 km-re is szétárad. Zord partjain kevés a lakott település.
Legalsó szakaszán a folyó ismét sziklás hegyek között folytatja útját, majd 150 km-rel a tenger előtt számtalan kisebb-nagyobb ágra szakadva, mintegy 30 000 km² területű  deltát alkotva ömlik a Laptyev-tengerbe. Ez a világ egyik legnagyobb deltája, a Nílusénál is nagyobb, és kétszer akkora, mint a Volgáé. A delta legkeletibb hajózható ága (106 km) a Tyikszi-öbölig ér. Ennek az ágnak a figyelembevételével a folyó teljes hossza 4400 km.
A Léna-menti területek jelentékeny része az  örök fagy zónájába tartozik. A folyó október második felében csaknem végig befagy. Az olvadás a felső, déli szakaszon május elején, az alsón május végén, június elején kezdődik, és hatalmas jégtorlaszok képződésével jár.

## Mellékfolyói
Négy kiemelkedően nagy – leghosszabb és legnagyobb vízgyűjtő területtel rendelkező – mellékfolyója:
az Aldan (2273 km, 729 000 km²), a Viljuj (2650 km, 454 000 km²), a Vityim (1837 km, 225 000 km²) és az Oljokma (1436 km, 210 000 km²).
Legnagyobb jobb parti mellékfolyói (a forrástól a torkolat felé haladva):
a Kirenga, a Csaja, a Csuja, a Vityim, a Nagy-Patom, az Oljokma, a Tuolba, a Buotama, az Aldan, az Ungyuljung, a Szoboloh-Majan, a Menkere.
Legnagyobb bal parti mellékfolyói (a forrástól a torkolat felé haladva):
a Kuta, a Peleduj, a Nyuja, a Namana, a Szinyaja, a Kenkeme, a Szitte, a Lungha, a Viljuj, a Linde, a Muna, Motorcsuna, a Molodo.
Legnagyobb – kb. 400 km-nél hosszabb – mellékfolyói (a torkolattól visszafelé haladva):
- Molodo [bal]
- Menkere [jobb]
- Motorcsuna [bal]
- Muna [bal]
- Szoboloh-Majan, [jobb]
- Ungyuljung [jobb]
- Linde [bal]
- Viljuj [bal]
- Lungha [bal]
- Szitte [bal]
- Kenkeme [bal]
- Aldan [jobb]
- Buotama [jobb]
- Szinyaja [bal]
- Tuolba [jobb]
- Namana [bal]
- Oljokma [jobb]
- Nagy-Patom [jobb]
- Nyuja  [bal]
- Peleduj [bal]
- Vityim [jobb]
- Csuja [jobb]
- Csaja [jobb]
- Kirenga [jobb]
- Kuta [bal]

## Városok, kikötők
A Léna partjai ritkán lakottak. Egy-egy település között akár száz km-eken át húzódik a tajga. Jakutia fő közlekedési útvonala maga a folyó, mely nyáron csaknem teljes hosszában hajózható, de a komolyabb hajóforgalom csak Kirenszk város (Irkutszki terület) alatt kezdődik. A delta térségének három nagy ága hajózható, de itt a hajózási idény különösen rövid.
- Tyikszi – Jakutia északi tengeri kikötője, mellyel a delta egyik ága teremt kapcsolatot; három hónapig hajózható.
- Jakutszk – Jakutföld fővárosa, a folyó bal partján
- Nyizsnyij Besztyah – járási székhely
- Pokrovszk
- Oljokminszk
- Lenszk
- Kirenszk
- Uszty-Kut – nagy kikötő a Lénán és vasútállomás a Bajkál–Amur-vasútvonalon. Itt vezet át a folyón az egyetlen vasúti híd.
- Zsigalovo – járási székhely
- Kacsug – járási székhely